# Echinops dubjanskyi
Echinops dubjanskyi là một loài thực vật có hoa trong họ Cúc. Loài này được Iliin mô tả khoa học đầu tiên năm 1922.